# Knap of Howar

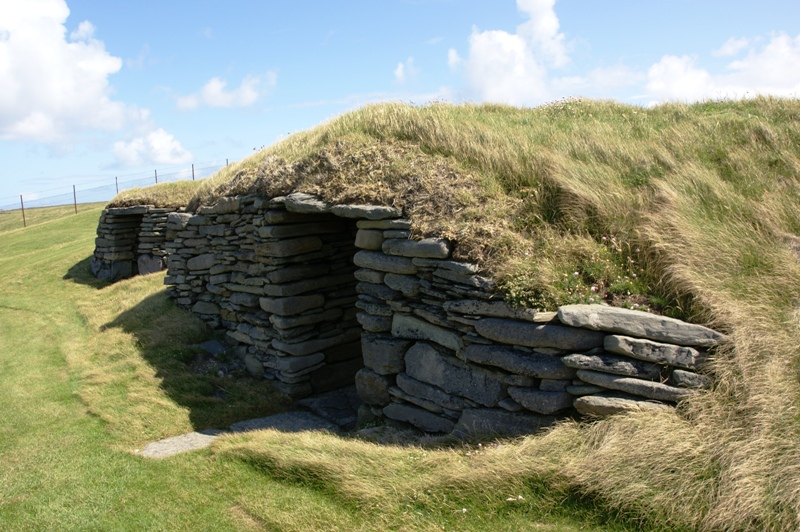
Knap of Howar gezien vanuit het zuidwesten. De ingang vooraan leidt naar het woonhuis (huis 1).

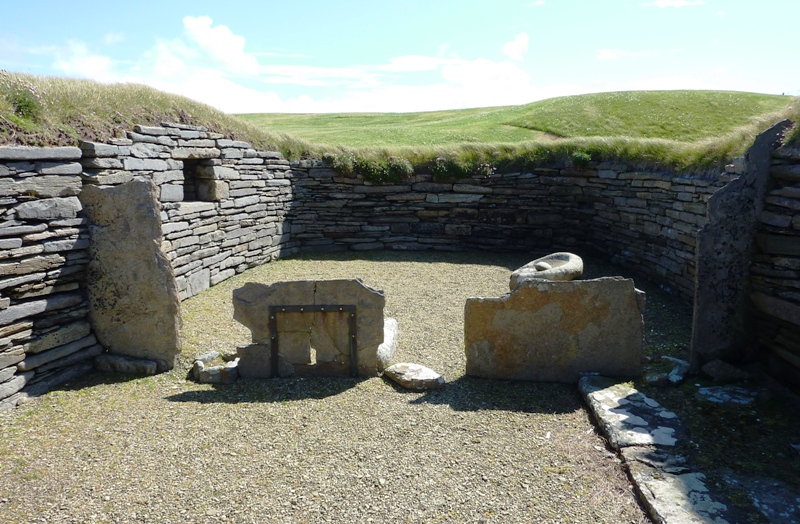
Het woonhuis (huis 1) met achter de staande stenen de vermoedelijke keuken. Tussen de staande stenen zijn de met stenen omgeven gaten te zien waarin houten palen hebben gestaan.

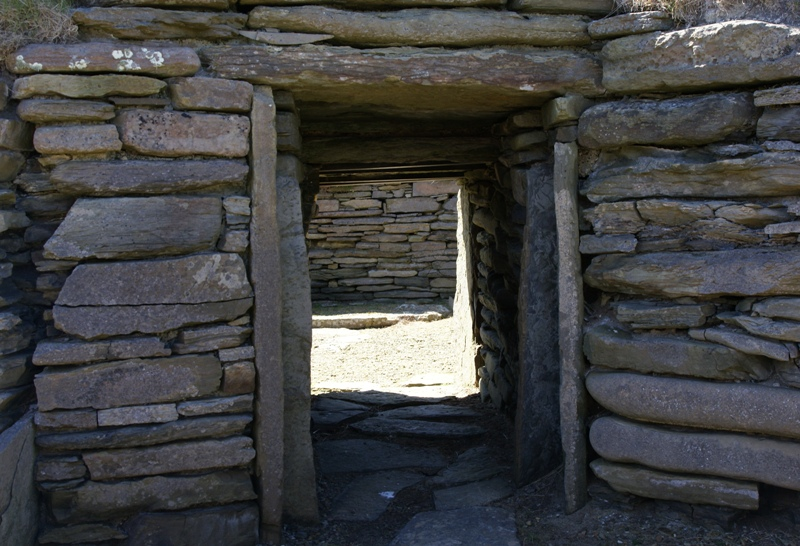
De doorgang van de werkplaats (huis 2) naar het woonhuis (huis 1). De deurpost is van steen.

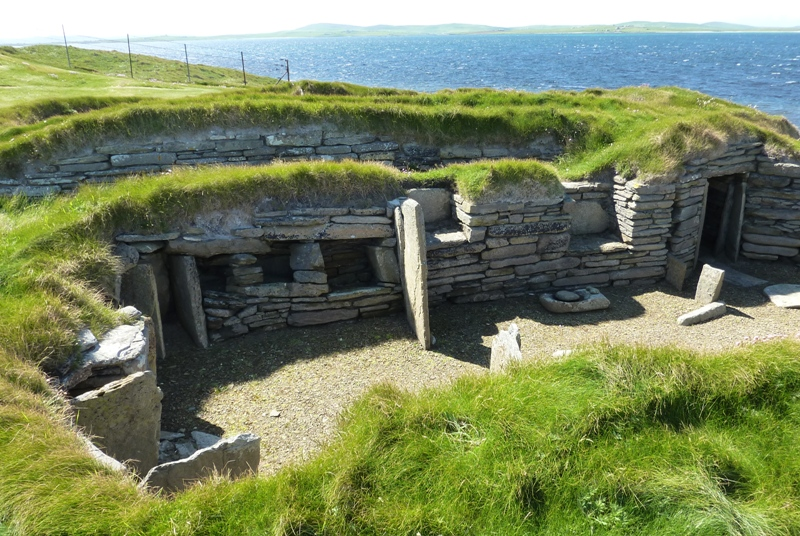
De werkplaats (huis 2) gezien vanuit het noorden. Het meest oostelijke vertrek (hier links) diende als opslagplaats gezien de vele vakken in de muur. Het centrale vertrek met kweern was de hoofdwerkplaats.

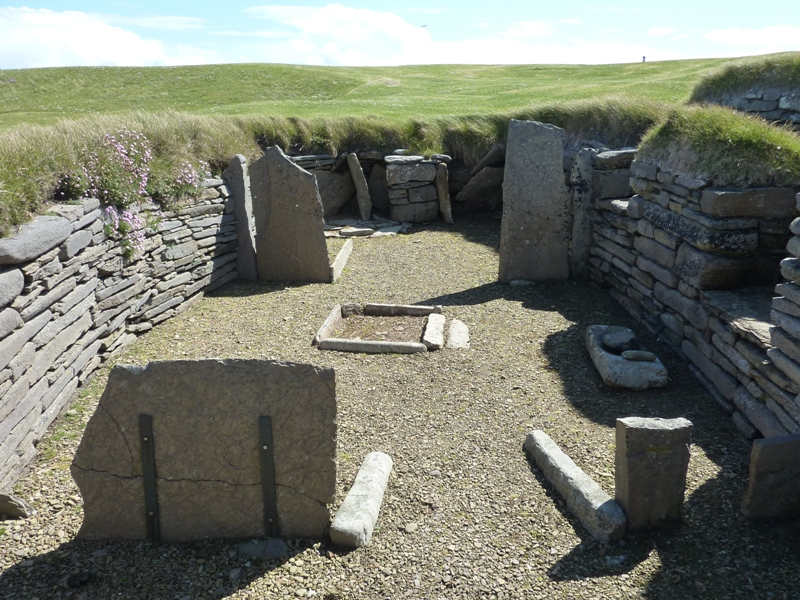
De werkplaats: de ruimte met de stenen haard was de hoofdwerkplaats. Erachter ligt de opslagruimte.

De Knap of Howar is een nederzetting uit het neolithicum, gelegen aan de westkust van Papa Westray, een van de Schotse Orkney-eilanden. De gebouwen van de Knap of Howar zijn van vroegere datum dan de gelijksoortige gebouwen van Skara Brae.

## Naamgeving
De naam Knap of Howar bestaat uit de woorden knapp-r, dat Oud-Noors is voor kap, en howe, dat Oud-Noors is voor heuvel. Hower is de meervoudsvorm. De letterlijke vertaling van Knap of Howar wordt dan kap van heuvels. Deze tautologische naam verwijst naar de situatie van voor de opgraving waarbij 2,5 meter aan opgewaaid zand is verwijderd.

## Periode
Koolstofdatering heeft uitgewezen dat de gebouwen van de Knap of Howar stammen uit het neolithicum in de periode tussen 3600 en 3100 v. Chr.
De bewoners hielden rundvee, schapen en varkens, verbouwden graan, joegen op herten, visten en verzamelden schelpdieren. Zij maakten aardewerk van het type Unstan ware. Zij maakten gereedschappen van steen en bot.
Aan de noordzijde van het nabijgelegen eiland genaamd Holm of Papa Westray bevindt zich een begraafplaats uit dezelfde tijd als de Knap of Howar.
Er vonden opgravingen plaats in de jaren dertig en zeventig van de 20e eeuw. De opgraving in 1930 werd gedaan door William Traill, de landeigenaar, en William Kirkness. In 1930 dacht men, mede dankzij de hoge kwaliteit van het metselwerk, te maken te hebben met een gebouw uit de ijzertijd. Koolstofdateringen uitgevoerd in de jaren zeventig weerlegden dit. In 1937 werd Knap of Howar in staatsbeheer gegeven en werd een zeemuur aangelegd om de gebouwen tegen erosie te beschermen.

## Ligging
De Knap of Howar ligt in de 21e eeuw direct aan de westkust van Papa Westray. In het neolithicum lag deze nederzetting op een grasvlakte beschermd door duinen. In die tijd waren de eilanden Westray en Papa Westray vermoedelijk met elkaar verbonden.

## Bouw
De Knap of Howar bestaat uit twee gebouwen, die samen onderdeel waren van een boerderij.
De twee gebouwen van de Knap of Howar zijn beide eivormig en hebben afgeronde hoeken. Ze zijn naast elkaar gebouwd, maar raken elkaar slechts op één plek. Aangezien de gebouwen staan op een laag van huishoudelijk afval (midden), is het aannemelijk dat er op deze locatie een eerdere boerderij heeft gestaan.
De wanden van beide gebouwen bestaan uit twee lagen van droogmetselwerk met daartussen een laag midden. Het dak bestond vermoedelijk deels uit hout of uit walvisribben.

### Het zuidelijke gebouw
Het zuidelijke gebouw is het grootste gebouw en heeft een interne oppervlakte van tien bij vijf meter. Dit gebouw wordt gezien als het woonhuis van de boerderij. De muren hebben nog een hoogte van 1,6 meter. De ingang bevindt zich aan de westzijde. De stenen die de deurpost vormen, zowel het bovenste deel (lintels) als de verticale delen (door jambs), zijn nog intact. Het gebouw heeft geen ramen en is verdeeld in twee vertrekken door een wand gevormd door rechtopstaande, platte stenen en houten palen, waarvan de gaten nog te zien zijn. Het westelijke vertrek heeft een lage, stenen bank aan de zuidmuur. Het oostelijke vertrek, wellicht de keuken, had een haard in een kuil in de grond. Langs de muur van dit vertrek stond vermoedelijk een houten bank. In hetzelfde vertrek zijn twee kweernen gevonden. Ze werden gebruikt om graan te malen, maar ook om schelpen te vermalen, die gemengd werden met klei om aardewerk te maken.

### Het noordelijke gebouw
Het noordelijke gebouw diende vermoedelijk als werkplaats en schuur. Dit gebouw heeft een interne oppervlakte van 9,1 bij 3,7 meter. In de zuidelijke muur bevindt zich aan de westzijde een toegang vanuit het zuidelijke gebouw, het woonhuis. De jambs in de toegang geven aan dat de deur zich bevond aan de zijde van de werkplaats. De werkplaats heeft ook een toegang aan de westelijke zijde, waarvan de stenen van de deurpost verdwenen zijn.
Het noordelijke gebouw is door middel van platte, rechtopstaande stenen in drie vertrekken verdeeld. Het westelijke vertrek zou een schuur geweest kunnen zijn. Het centrale vertrek was vermoedelijk de hoofdwerkplaats en had in het midden een stenen haard. Het oostelijke vertrek diende vermoedelijk als opslagruimte en is voorzien van muurkasten en had drie kuilen in de vloer.

## Beheer
De Knap of Howar wordt beheerd door Historic Environment Scotland.